# جورج كينر
جورج كينر (بالألمانية: George Kenner)‏ هو رسام وفنان ألماني، ولد في 1 نوفمبر 1888 في شفابسوين في ألمانيا، وتوفي في 10 يوليو 1971 في Cheltenham, Pennsylvania ‏ في الولايات المتحدة.